# غارة حزب الله عبر الحدود 2000
غارة حزب الله عبر الحدود 2000 أسر مسلحو حزب الله ثلاثة جنود من الجيش الإسرائيلي؛ بيني أفراهام وآدي أفيتان وعمر سواعد، بينما كانوا يقومون بدورية في الجدار الأمني على طول الحدود مع لبنان، وأخذوهم عبر الحدود. ليس من الواضح متى أو تحت أي ظروف توفي الجنود. أعيدت جثثهم إلى إسرائيل في تبادل أسرى في 29 يناير 2004.
كان الاختطاف الحادثة الأولى بين إسرائيل ولبنان بعد الانسحاب الإسرائيلي من جنوب لبنان في مايو 2000، وتبعه عدة محاولات أخرى لحزب الله لخطف جنود إسرائيليين، حتى تمكن حزب الله في نهاية المطاف في 12 يوليو 2006 من اختطاف إيهود غولدفاسر وإلداد ريغيف في آخر غراة عبر الحدود، الحدث الذي أدى إلى اندلاع حرب لبنان الثانية.

## أحداث اختطاف لاحقة
- واصل حزب الله مهاجمة دوريات الجيش الإسرائيلي في منطقة مزارع شبعا في مقدمة حرب لبنان 2006.
- أدت رغبة حزب الله بالأسرى الإسرائيليين الذين يمكن تبادلهم مع إسرائيل إلى خطف حزب الله لجنود إسرائيليين، مما أدى إلى نشوب حرب لبنان 2006.
- في 16 يوليه 2008، بادل حزب الله جثتي جنديين إسرائيليين أسروا خلال حرب لبنان 2006، إيهود غولدفاسر وإلداد ريغيف، مع القاتل المدان اللبناني سمير القنطار وأربعة من نشطاء حزب الله أسرتهم إسرائيل خلال حرب لبنان 2006 (خالد زيدان وماهر كوراني ومحمد سرور وحسين سليمان)، وجثث 200 لبناني وفلسطيني.